# Sonate pour violoncelle et piano de Chopin
Pour les articles homonymes, voir Sonate pour violoncelle et piano.
La Sonate pour violoncelle et piano en sol mineur op. 65 est une œuvre de musique de chambre écrite par Frédéric Chopin en 1846 et publiée en 1847.
Il s'agit de son dernier opus publié de son vivant.

## Structure
La Sonate comprend quatre mouvements et son exécution demande un peu moins d'une demi-heure.
- Allegro moderato
- Scherzo : Allegro con brio
- Largo
- Finale : allegro

## Histoire
Elle est dédiée au violoncelliste Auguste-Joseph Franchomme qui en fit la création en 1848. Elle a déconcerté ses contemporains par la nouveauté de son écriture, notamment le compositeur Ignaz Moscheles.

## Chopin et la musique de chambre
Chopin a écrit très peu de partitions autres que pour le piano. Il existe quatre œuvres pour violoncelle en tant qu'instrument de musique de chambre :
- l'Introduction et Polonaise pour violoncelle et piano en ut majeur op. 3 (1829) ;
- le trio pour piano, violon, et violoncelle en sol mineur op. 8 (1829) ;
- sa sonate op. 65
- Un Grand Duo concertant sur Robert le Diable de Meyerbeer pour violoncelle et piano, composé en collaboration avec Auguste-Joseph Franchomme.